# Alex McLeish
Alexander "Alex" McLeish (født 21. januar 1959 i Barrhead, Skotland) er en tidligere skotsk fodboldspiller og senere manager, der spillede som midterforsvarer. Han tilbragte 16 sæsoner hos Aberdeen, som han vandt adskillige titler med. Han er desuden medlem af Scottish Football Hall of Fame.

## Spillerkarriere
McLeish spillede langt størstedelen af sin aktive karriere i forsvaret hos Aberdeen F.C. i sit hjemland, hvor han vandt adskillige titler. Han hjalp klubben frem til tre mesterskaber, fem FA Cup-titler, to Liga Cup-titler, samt Pokalvindernes Europa Cup og UEFA Super Cup i 1983. Han nåede at spille næsten 500 ligakampe for Aberdeen, inden han afsluttede sin aktive karriere med et kortvarigt ophold hos ligarivalerne Motherwell F.C.
McLeish blev desuden noteret for 77 kampe for Skotlands landshold, som han repræsenterede mellem 1980 og 1993. Han deltog ved VM i 1982, VM i 1986 og VM i 1990.

## Trænerkarriere
Efter at have indstillet sin aktive karriere forsøgte McLeish sig som træner, og hans første klub som manager var også hans sidste som spiller, nemlig Motherwell F.C. Efter tre succesfulde år i spidsen for Hibernian F.C. blev han i 2001 tilknyttet storklubben Rangers F.C., som han i de efterfølgende fem år førte frem til adskillige titler, blandt andet to skotske mesterskaber.
I 2006 forlod McLeish Rangers og var i 2007 kortvarigt manager for det skotske landshold. Herefter blev han tilknyttet den engelske klub Birmingham City. Han indledte med at rykke ud af Premier League med klubben, men førte dem året efter tilbage i det fineste selskab. I sæsonen 2010/11 førte han desuden klubben til sejr i League Cuppen. Den 12. juni, 2011, opsagde McLeish sit job i Birmingham, hvorefter han straks blev sat i forbindelse med manager-jobbet hos liga-rivalerne fra Aston Villa.

## Titler

### Titler som spiller
Skotsk Premier League
- 1980, 1984 og 1985 med Aberdeen F.C.

Skotsk FA Cup
- 1982, 1983, 1984, 1986 og 1990 med Aberdeen F.C.

Skotsk Liga Cup
- 1986 og 1990 med Aberdeen F.C.

Pokalvindernes Europa Cup
- 1983 med Aberdeen F.C.

UEFA Super Cup
- 1983 med Aberdeen F.C.

### Titler som træner
Skotsk Premier League
- 2004 og 2005 med Rangers F.C.

Skotsk FA Cup
- 2002 og 2003 med Rangers F.C.

Skotsk Liga Cup
- 2002, 2003 og 2005 med Rangers F.C.